# Discrimination dans le monde viti-vinicole
 (mai 2023).
La discrimination dans le monde viti-vinicole est un sujet touchant plusieurs pays et plusieurs aspects, notamment pour le racisme et le sexisme.

## Racisme

### Selon Julia Coney
En 2018, Julia Coney (en) a écrit une lettre ouverte à Karen MacNeil et à l'industrie du vin intitulée Your Wine Glass Ceiling is My Wine Glass Box (Votre plafond de verre à vin est ma prison de verre à vin). Il s'agit d'une réponse à un article de MacNeil, écrit pour le journal SOMM, qui discutait du manque de femmes dans l'industrie du vin et mettait en lumière des dizaines de professionnelles du vin, dont aucune n'était de couleur,. Selon Coney, « l'un des problèmes est que la plupart des vins ne sont pas commercialisés auprès de personnes qui nous ressemblent. Nous devons changer la perception de ce à quoi ressemble un buveur de vin. ».
Coney a déclaré que dans les restaurants, les serveurs et les sommeliers « la dirigeront vers des vins moins chers ou des choix plus sucrés qui correspondent à leur stéréotype de ce qu'elle pourrait apprécier ». Elle raconte que lors des dégustations les doses servies sont plus petites pour elle que pour les hommes, ou les Blancs. Elle dit aussi être surveillée par le personnel des magasins de détail.
Coney a créé la base de données Black Wine Professionals (Professionnels Noirs du Vin) en 2020. Elle déclarait être fatiguée d'être la seule personne noire invitée aux dégustations ou aux visites viticoles, de voir l'industrie du vin financer seulement les influenceurs Blancs, et que les « gardiens » de l'industrie ne contactent pas les professionnels Noirs au motif qu'ils ne savaient pas comment faire,.

### Représentation au sein de l'industrie
La sommelière Ashtin Berry a déclaré que l'industrie était à la fois raciste et classiste. Le vigneron Phil Long, président de l'association des vignerons afro-américains aux États-Unis (Association of African American Vintners, AAAV), a estimé en 2020 que « environ 1% de tous les vignerons sont noirs. », dont "quelques dizaines" qui étaient à la fois le vigneron et le propriétaire de la marque. Bloomberg estime que 0,1% des vignerons et propriétaires de marques américains sont noirs.
Une enquête menée en 2019 par SevenFifty sur 3 100 professionnels de l'industrie a révélé que seulement 2% s'identifiaient comme noirs. Dans The Washington Post, Dave McIntyre souligne que : « L'argent est un obstacle majeur à l'entrée des personnes de couleur intéressées par le métier du vin. L'apprentissage du métier est coûteux, de la dégustation de bouteilles rares et célèbres à la prise de cours pour les certifications professionnelles. Vignerons en herbe et autres professionnels du vin construisent leur CV en parcourant le monde et en travaillant en France et ailleurs pour les vendanges. L'opportunité vient avec l'argent. »
L'économiste Karl Storchmann a publié des données de l'Association américaine des économistes du vin selon lesquelles l'industrie du vin américaine soutenait massivement Donald Trump. Jancis Robinson a écrit un article pour le Financial Times, Too White Wine (Vin trop blanc), sur le racisme de l'industrie. D'autres professionnels noirs[Qui ?] ont dénoncé le racisme dans l'industrie.
En Afrique du Sud, il existe environ 60 marques de vin appartenant à des Noirs représentant 3 % de l'industrie du vin du pays, bien que les chiffres du recensement de 2011 aient montré que 90 % du pays s'identifiait comme Noir Africain ou de couleur,,.

### Micro-agressions
Les professionnels Noirs[évasif] ont signalé avoir subi des micro-agressions de la part d'autres acteurs de l'industrie et d'autres consommateurs de vin,,. D'autres professionnels Noirs racontent être supposés être des serveurs lors d'événements de dégustation de vin. Certains rapportent avoir été interrogés sur leurs qualifications lors d'événements œnologiques, ont demandé qui les avait invités, ou traités comme s'ils étaient « soit un imposteur ou un assistant, jamais le patron ». Jusqu'en juin 2020, la Cour des Maîtres Sommeliers exigeait que les étudiants s'adressent aux Maîtres Sommeliers en tant que « maître », un terme qui aux États-Unis est fortement associé à l'esclavage des Noirs par les Blancs ; après que la sommelière Tahiirah Habibi ait raconté son inconfort lors de son examen d'introduction de 2011, alors qu'elle était la seule personne de couleur dans la pièce, écrivant que son inconfort a été suffisamment profond pour qu'elle n'ait plus jamais cherché à accréditer le vin, ils ont révisé cette exigence,,,,. Brenae Royal, directeur du vignoble du vignoble Gallo's Monte Rosso, raconte avoir été pris pour du personnel de bureau lors de réunions. Heather Johnston, propriétaire d'un magasin de vin à Brooklyn, raconte que des représentants des ventes de vin adressent leurs commentaires à son employé Blanc.

### Développements
Mac MacDonald, Ernie Bates et Vance Sharp ont fondé l'AAAV en 2002, avec l'aide d'Urban Connoisseurs et le United Negro College Fund. L'association soutient les Afro-Américains poursuivant une carrière dans l'industrie du vin.
En 2005, Selena Cuffe a cofondé Heritage Link Brands pour soutenir les vignerons noirs sud-africains et brésiliens.
Habibi a fondé en 2017 la Hue Society afin de fournir un safe space aux connaisseurs Noirs de vin pour déguster du vin sans subir de racisme,.
Une sommelière de San Francisco, Tonya Pitts, a rapporté en juin 2020 que les buveurs de vin de la génération Y et de la génération Z demandaient de manière proactive des vins à des femmes et des personnes de couleur et étaient prêts à payer plus pour ces vins.
Long et les vignerons Theodora Lee et Danny Glover ont fait état d'une augmentation considérable des ventes en 2020, à la suite des débats sur l'injustice raciale. En juin 2020, l'organisation signalait une augmentation des adhésions et des dons.
Un groupe de professionnels du vin a publié en juin 2020 des éléments d'action pour la communauté viticole, une liste de revendications,.
Robinson et Mags Janjo préparaient en juin 2020 une enquête sur la diversité de l'industrie vinicole britannique.
Wine Spectator a annoncé qu'au cours du mois d'août 2020, ils mettraient en avant les professionnels Noirs du vin dans leur série Instagram Live, Straight Talk with Wine Spectator (Parlez franchement avec Wine Spectator),. La série présentait McDonald, Coney, Royal, Pitts, Carlton McCoy, Will Blackmon, André Hueston Mack et Terry Arnold

### Représentation dans la culture populaire
Le film Le Goût du vin décrit un homme noir étudiant pour la certification en tant que sommelier. D'après une critique, le racisme est profondément ancré au sein de l'industrie, mais n'est abordé que légèrement dans le film.

## Sexisme
Le monde du vin comporte historiquement moins de femmes que d'hommes, le sujet est désormais abordé dans la filière. Le vocabulaire est également parfois jugé comme sexiste par certains,.
En parallèle, des organisations exclusivement réservées au femmes existent,.
Le produit final peut aussi être sujet à du sexisme dans certains cas, bien que les consommateurs soient prêts à payer un vin produit par une vigneronne au même prix que celui produit par un vigneron, un vin produit par un groupement de viticultrices peut faire l'objet d'une dévaluation,.